# Игумановљева палата
Игумановљева палата или Палата Игуманов, Теразије 31 у Београду, саграђена је 1938 год, средствима Задужбине Симе Андрејевића Игуманова (1804—1882), српског трговца и добротвора, а према пројекту архитеката Петра и Бранка Крстића, у стилу модернизма. Седиште је Задужбине Симе А. Игуманова која има за циљ финансирање Богословије у Призрену и стипендирање ђака и студената са Косова и Метохије. Средства која се приходују од издавања станова и пословних простора у овој згради намењена су за испуњење наведених циљева задужбине, а у складу са тестаментом њеног оснивача. Главни старалац Задужбине је Патријарх српски Порфирије. Помоћни стараоци су Академик Светослав Божић и проф. др Јова Радић. Управитељ Задужбине је Архимандрит Данило (Владимир Гаврановић)

## Историја
Палата Игуманов саграђена је у време интензивних напора да се Теразије, које су у међуратном периоду постале градски центар, обогате репрезентативним објектима. Задужбина трговца Симе Игуманова Призренца расписала је ужи конкурс за пројекат палате крајем 1935. године. Конкурс је водио Пера Поповић, поборник српско-византијског стила, а на конкурс су позвани архитекта Александар Дероко и архитекте Бранко и Петар Крстић. Захтев је био да палата буде монументална и у траженом стилу. Рад браће Крстић, модернизована верзија српско-византијског стила, са широким аркадама у приземљу, је усвојен на конкурсу и током 1936. године је почела израда главног пројекта. Када је Међународна дунавска комисија на лето 1938. одлучила да седиште пренесе из Беча у Београд, одабрала је палату Симе Игуманова.
Задужбина је национализована након Другог светског рата и 1991. је враћена Српској православној цркви. Од издавања у закуп одржава се Призренска богословија и стипендира се 300 ђака и студената са Косова и Метохије.

## Архитектура
Током разраде пројекта архитекте Крстић су одустале од нефункционалних елемената, попут аркада у приземљу и коначно завршиле пројектовање крајем 1936. године. Одређено је да буде изграђена на углу улица Александрове и Краља Милана, због чега је у пролеће 1937. порушен низ објеката, од двоспратнице поред палате Assicurazioni Generali на Теразијама до кафане "Ужице" у Александровој. Изградња је започета 1937, темељи су освећени 6. септембра, а завршена у априлу 1938. године. И у време градње извршене су неке мање исправке, а непосредно после Другог светског рата урађене су неке мање преправке у приземним просторијама. Игумановљева палата је угаона петоспратница. Декоративни мотив издуженог залученог отвора води порекло из српско-византијског стила, а пројектанти су га супротставили формалним одликама модернизма – мермерној облози фасаде, низовима правоугаоних прозора на последњем спрату, јакој надстрешници у приземљу, декоративним округлим прозорима на врху грађевине, декоративној шипки за заставу... У приземљу је пословни простор, док је на спратовима становање. Употребљени материјали одговарају стандардима периода у коме је објекат изграђен. Улази у зграду су декоративно обрађени у гипсу и штуко-мрамору. На фасади зграде налази се натпис: „Задужбина Симе Андрејевића Игуманова Призренца“.

## Скулптура
На врху зграде првобитно се налазила скулптура Симе Игуманова са сирочићима, рад вајара Лојзе Долинара, "први групни вајарски рад у нашој земљи", монтирана је крајем јануара 1939. Група је представљала завештача са "рано преминулим сином и јужносрбијанском омладином, чији је велики добротвор". Група скојеваца ју је 1950. године, у сред дана, чекићима разлупала. Скулптура истог изгледа је поново враћена 22. априла 2021.

## Значај
Игумановљева палата је једно од најзначајнијих дела архитеката Петра и Бранка Крстића, као и један од кључних објеката на коме се огледа процес трансформације традиционалног академског метода у модерни, те је због својих вредности проглашена за споменик културе (Решење Завода за заштиту споменика културе града Београда бр. 1082/1 од 24.5.1977).